# 山怪 (演員)
山怪，本名劉善榮（英語：San Kuai，1948年—2024年）
，香港动作演员。

## 生平
出生于中国，活跃于1965-1990，擅长演反派。
其外貌很有特点。
在拍摄完《摩登如來神掌》后息影，之后很少出现在银幕中，后来在2023年，其出席了元華動作特技演員公會春茗。
后在圈内人士透露中，其在2024年去世。

## 资料来源
1. ↑  .   [2024-12-10]. （原始内容存档于2025-01-24）.
2. ↑  .   [2024-12-10]. （原始内容存档于2024-10-07）.
3. ↑  金鋒. . 《香港電視》. 1974-03-03, (330): 40-42.
4. ↑  陳景亮, 鄒建文. . 2014年.

## 外部連結
- 山怪在互联网电影资料库（IMDb）上的資料（英文）
- 山怪在香港影庫上的簡介
- 山怪在豆瓣上的资料（简体中文）